# Folke Kjellnäs
Karl Folke Vilhelm Kjellnäs, född 4 december 1913 i Skärstads församling i Jönköpings län, död 28 februari 1995 i Västerleds församling i Bromma i Stockholm, var en svensk ingenjör och direktör.
Folke Kjellnäs var anställd vid Huskvarna vapenfabrik AB 1930–1931 och bedrev därefter tekniska studier vilka resulterade i en ingenjörsexamen i Örebro 1934. Han blev arbetsstudieingenjör vid konfektions AB Junex 1934, planeringsingenjör vid Televerkets verkstad 1935 och driftsingenjör vid Tornvalls Konfektions AB 1936. Han blev driftsingenjör och fabrikschef vid AB J A Wettergren & Co 1940 och blev överingenjör där 1946. Vidare var han vice verkställande direktör vid Beve & C:nis kappfabrik i Stockholm från 1949 samt Beve & C:o 1950 och AB Bevell från 1952.
Han blev styrelseledamot i AB Bevell 1952, Tekniska samf:s avdelning för textilteknik 1945–1949, Konfektionsindustrins driftsledareförening 1945–1949, Textiltekniska riksföreningen 1958–1961, suppleant i Sveriges konfektionsindustriförbund 1958 och Konfektionsindustriföreningen 1958. Han var medlem i Företagsekonomiska föreningen, Sveriges försäljnings- och reklamförbund och Föreningen Norden. Han var ledamot av Svenska Teknologföreningen (LSvTF). Kjellnäs skrev uppsatser i planerings-, organisations- och konfektionstekniska frågor i Teknisk tidskrift, Affärsekonomi, Textil & Konfektion och Manufakturisten.
Folke Kjellnäs gifte sig 1938 med Ingrid Helander (1913–2009). De fick barnen Jan 1938, Per 1940 (far till Catarina Wretman), Stefan 1943 och Marianne 1955. Makarna Kjellnäs är begravda på Bromma kyrkogård.